# Frederick Hitch
Frederick Hitch (VC) (Southgate (Londen), 29 november 1856 - Chiswick, 6 januari 1913), was een Brits soldaat, gehuldigd met het Victoria Cross, de hoogste en meest prestigieuze medaille voor dapperheid in het zicht van de vijand die kan worden toegekend aan de Britse en Gemenebest-strijdkrachten.

## Zijn levensloop
Frederick Hitch werd geboren in Chase Side, Southgate, Londen. Hij werd pas ingeschreven in de bevolkingsregister te Londen op 7 maart 1877, iets ouder dan 20 jaar. Hij was 22 jaar oud toen hij dienstdeed in het 2e Bataljon, 1362 B Co. 24e Regiment of Foot (later The South Wales Borderers), in het Britse leger tijdens de Zoeloe-oorlog, toen hij met de daaropvolgende actie van de Slag bij Rorke's Drift deelnam, waarvoor hij beloond werd met het VC. Het citaat werd gepubliceerd in het Londens Staatsblad (London Gazette) op 2 mei 1879.

### War Office, 2 mei 1879
- De koningin is verheugd en blij met het voornemen om de decoratie van het Victoria Cross bij de hierna genoemde officieren en soldaten van het leger van Hare Majesteit toe te kennen, wier aanvragen zijn ingediend voor de goedkeuring van Hare Majesteit, voor hun dappere gedrag in de verdediging van Rorke's Drift, ter gelegenheid van de aanval door de Zoeloes, waarmee hier hun namen zijn opgetekend: --
- 2e Bataljon 24e Regiment korporaal William Wilson Allen en soldaat Frederick Hitch.
- Het was voornamelijk te wijten aan het gedrag van deze moedige mannen dat de communicatie met het ziekenhuis open werd gehouden voor allen. Samen hielden ze stand, ten koste van alles, op de zeer gevaarlijke post, ondanks de aanvallen van de Zoeloes. Door het hevige vuur vanaf de heuvel werden ze beiden ernstig gewond, maar door hun bepaald gedrag konden ze de patiënten evacueren uit het hospitaal, en hen bij staan, en ondanks hun verwondingen, streden ze verder. Zodra ze verzorgd werden, dienden ze in de nacht van 22 op 23 januari 1879, hun kameraden met het uitdelen van munitie.

Ze werden beiden bijgestaan bij het doorgeven van munitie, door Padre George Smith, de aalmoezenier van het regiment.
Zijn Victoria Cross werd hem door de Britse koningin Victoria opgespeld in het Netley Ziekenhuis op 12 augustus 1879.

## Verdere informatie
Hitch zijn verwondingen waren zo ernstig, dat ze leidden tot zijn ontslag uit het leger na afloop van de oorlog. Zijn schouder was door Zoeloekogels versplinterd tot op het bot dat hem permanent zou parten spelen in zijn verdere leven. Bij zijn terugkeer naar het Verenigd Koninkrijk werd hij een patiënt in het Netley Ziekenhuis en werd hij uiteindelijk ontslagen uit het ziekenhuis en uit het leger met een pensioen in augustus 1879.
Daarna had hij verschillende banen gekregen en doorlopen, maar was niet in staat om handmatig werk te verrichten als gevolg van de letsels aan zijn arm en schouder die hij had opgelopen tijdens de slag. Hij was dan werkzaam als portier van het Imperial Instituut. Frederick Hitch trouwde op 5 juli 1881 met Emily Matilda Meurisse, maar volgens verdere gevonden informatie, kon hij moeilijk overleven met zijn invaliditeitspensioentje van de regering, die bedroeg slechts 10 Britse ponden per jaar. In 1901, terwijl hij op een ladder klom, werd hij ernstig gewond door een val. Toen hij wakker werd in het ziekenhuis, was zijn VC, die hij altijd droeg, gestolen. 
Hitch verloor ook nog eens zijn baan, kort daarna, toen hij werd beschuldigd dat hij zijn VC had verkocht om zo medaillefondsen te verwerven. Hij werd gedwongen een nieuwe medaille te betalen uit eigen zak - dit is echter nooit bewezen. - Frederick Hitch en zijn vrouw Emily hadden 11 kinderen, van wie er drie stierven op jonge leeftijd. Hij slaagde er uiteindelijk in om een vaste baan te krijgen als koets-taxivoerder en later in dienst met een automobiel-taxi in Londen. Dit leverde hem een comfortabeler inkomen voor een aantal jaren. Enkele onvoorziene en niet bekende tegenslagen in zijn verdere leven, betekende op het ogenblik van zijn overlijden in 1913, dat hij echter alleen woonde in Ealing, West-Londen. Frederick Hitch stortte in en stierf in zijn huis terwijl hij praatte met een gebuur. Hij was 57 jaar...
Hij werd begraven op het Saint-Nicolas Cemetery in Chiswick, met volledige militaire onderscheidingen. Zijn ontbrekende VC dook later weer op ergens op een veiling. 
Een andere versie van het VC-verhaal was ook, toen hij een positie had als ceremoniële bewaker in Whitehall, hij op de grond gevloerd werd door iemand, die hem zijn VC van zijn borstjas afsneed. In deze versie werd zijn VC vervangen door het regiment zelf. Vele jaren later werd zijn oorspronkelijke VC tijdens een veiling teruggekocht door zijn zonen, die erin geslaagd waren, om voldoende gelden bijeen te krijgen om het terug te kopen voor 85 pond. Zowel het originele als het vervangen VC worden in het regimentkapelmuseum bewaard. (Men beweert nu echter dat het origineel nooit is teruggevonden!)
Frederick Hitch was analfabeet en toen hij zich aandiende bij het Britse leger, ondertekende hij zijn officiële aanmelding met een kruisje (X).
Hij ligt begraven in het centrum van Saint-Nicolas Cemetery Old Chiswick. Het graf is moeilijk te vinden, omdat het meer op een monument, met een helm op de top, dan dat het op een graf lijkt. 
Zijn begrafenis werd bijgewoond door een groot aantal 'Cabbies' uit Londen en vandaag nog is er de Fred Hitch Gallantry Award voor de Britse 'Cab' (Taxi)-bestuurders.

## De medaille
Zijn Victoria Cross wordt tentoongesteld in het South Wales Borderers Museum in Brecon (Wales).